# Камянкі-Чабає
Камянкі-Чабає (пол. Kamianki-Czabaje) — село в Польщі, у гміні Пшесмики Седлецького повіту Мазовецького воєводства.
Населення — 182 особи (2011).
У 1975-1998 роках село належало до Седлецького воєводства.

## Демографія
Демографічна структура станом на 31 березня 2011 року:
|          | Загалом | Допрацездатний вік | Працездатний вік | Постпрацездатний вік |
| -------- | ------- | ------------------ | ---------------- | -------------------- |
| Чоловіки | 94      | 24                 | 58               | 12                   |
| Жінки    | 88      | 21                 | 46               | 21                   |
| Разом    | 182     | 45                 | 104              | 33                   |